# Geššú Ogawa
Geššú Ogawa (japonsky 小川 月舟, Ogawa Geššú; 1891, prefektura Hirošima – 1967) byl renomovaný japonský fotograf tvořící v raném piktorialistickém stylu především v letech 1920–1930. Fotografoval portréty, krajiny a zátiší založené na tradiční japonské estetice.

## Životopis
Studoval malbu na Tokijské univerzitě výtvarných umění (Tokyo Geidai). Studia však zanechal, začal se věnovat fotografii a během dvacátých let 20. století vytvořil sérii piktorialistických fotografií, za které získal řadu ocenění. V roce 1927 otevřel fotografické studio v Osace, ve kterém pořizoval většinou portréty. Vystavoval v Japonsku a v zámoří a získal několik ocenění. V roce 1948 zastával funkci předsedy Sdružení fotografů Kansai (Kansai Šašin-ka Rengo-kai).

## Ceny a ocenění
V roce 1960 se stal vítězem v kategorii „Vynikající příspěvky“, v soutěži, kterou uspořádala Japonská fotografická společnost.